# Rainúncio Farnésio (1390–1450)
Rainúncio Farnésio (em italiano:  Ranuccio Farnese; Ischia, ca. 1390-Ischia, 2 de julho de 1450), chamado de o Velho (em italiano:  il Vechio), foi um condotiero italiano, membro da Casa Farnésio.
Foi senhor de Montalto, Latera, Farnese, Ischia, Valentano e Cellere, senador de Roma (abril de 1419), senhor de Piansano (1422) e capitão do exército pontifício.

## As raízes dos Farnésio
Rainúncio pode seguramente ser considerado como o Patriarca da Casa Farnésio: ele compreendeu que o tempo das expedições militares (com os famosos condotiteri) acabara e para melhorar o estatuto da família aproxima-se da corte papal sendo, assim necessário entrar no círculo das grandes famílias romanas. Sem abdicar da sua cidadania de Orvieto e seguindo os passos dos seus antepassados, ele oferece os seus serviços à República de Siena que estava em luta contra o Condado de Pitigliano.
Em 1408, o seu pai Pedro Farnésio (Pietro Farnese), torna-se capitão general de Siena e nomeia-o como seu lugar tenente. Em 1416, a cidade nomeia-o capitão-general e ele agradece batendo em pouco tempo os Orsini. Em 1419, o Papa Martinho V, para lhe demonstrar a benevolência da Igreja, eleva-o ao cargo de Senador de Roma, confirmando-lhe os benefícios da sua família. Por volta de 1419, Rainúncio casa com Agnese Monaldeschi de la Cervara, filha de Angelo Monaldeschi, patrício de Orvieto. Em 1422, obtém metade do condado de Tessennano e as terras de Piansano com a única obrigação de enviar ao camerlengo, 10 livres de cêra branca por ano. O apoio militar à Igreja continua, recebendo maiores benefícios sob o pontificado de Eugénio IV, sucessor de Martinho V.

## A ascensão
Rainúncio coloca-se ao serviço do Papa Eugénio IV com 600 cavaleiros e 100 soltados de infantaria e em vez de se retirar devido aos pagamentos irregulares, ele deixa acumular as dívidas por forma que, em pouco tempo, torna-se o banqueiro da Igreja. Aproveitando-se da situação, solicita, a título de garantia, castelos, fortalezas e territórios vizinhos dos seus, assegurando a defesa e recolhendo os impostos em nome da Câmara Apostólica. Com tais métodos, ele consegue aumentar as suas tropas e o preço dos seus serviços.
A partir de 1431, ano em que se torna Vigário perpétuo das terres de Valentano e Latera, ocorre uma sucessão de concessões e benefícios: ele recebe durante cinco anos Marta, com a cláusula que, se após esse período, a Câmara Apostólica não lhe a comprasse, ela pertencer-lhe-ia; com o mesmo método, em 1434, obtém as insígnias da Rosa de Ouro; em 1435 metade das terras de Canino, Gradoli e Badia del Ponte são-lhe concedidas na sua qualidade de vigário bem como aos seus descendentes até à terceira geração; por fim, em 1436, obtém o castelo de Cassano na diocese de Toscanella e adquire o castelo Capodimonte.
O novo papa Nicolau V põe fim às guerras e decide dispensar os seus Condottieri, entre os quais se encontra Rainúncio Farnésio. A Câmara apostólica decide enviar-lhe 9.000 florins em contrapartida de Montalto di Castro que lhe fora dado como garantia.
Rainúncio morre em julho de 1450 e é sepultado no túmulo  construído no ano anterior na Ilha Bisentina.

## Descendência
Do casamento entre Rainúncio e Agnese nasceram 12 crianças:
- Gabriel Francisco (Gabriele Francesco), destinado a dar continuidade aos desígnios militares da família, mas a sua descendência extingue-se em três gerações;
- Ângelo (Angelo), capitão do exército pontifício;
- Pedro Luís, sénior (Pier Luigi, seniore), senhor de Montalto, que dá continuidade à linhagem e foi pai do Papa Paulo III;
- Pedro (Pietro), capitão do exército da comuna de Orvieto;
- Catarina (Caterina), provavelmente morta jovem;
- Violante, provavelmente morta jovem;
- Agnese, casa em 1443 com Paolo Savelli, senhor de Rignano;
- Lucrécia (Lucrezia) (1430-1487), casa em 1445 com Francisco, conde de Anguillara Sabazia, senhor de Vetralla, Giove e Viano;
- Eugénia (Eugenia), casa em 1455 com Stefanello Colonna, senhor de Palestrina, Castelnuovo, San Cesareo e Genazzano.
- Pentasilea, casa com Costantino de Ruggiero Contranieri, patrício de Perugia;
- Francisca (Francesca), casa com Gentile Monaldeschi de la Cervara, conde de Castiglione, patrício de Orvieto.
- Júlia (Giulia) (? - 1511).